# Torreilles
Torreilles (Catalaans: Torrelles de la Salanca) is een gemeente in het Franse departement Pyrénées-Orientales (regio Occitanie). De plaats maakt deel uit van het arrondissement Perpignan. Torreilles telde op 1 januari 2022 3.793 inwoners.

## Geografie
De oppervlakte van Torreilles bedroeg op 1 januari 2022 17,14 vierkante kilometer; de bevolkingsdichtheid was toen 221,3 inwoners per km². De gemeente ligt aan de Middellandse Zee, in de Salanque in het noorden van de vlakte van Roussillon.

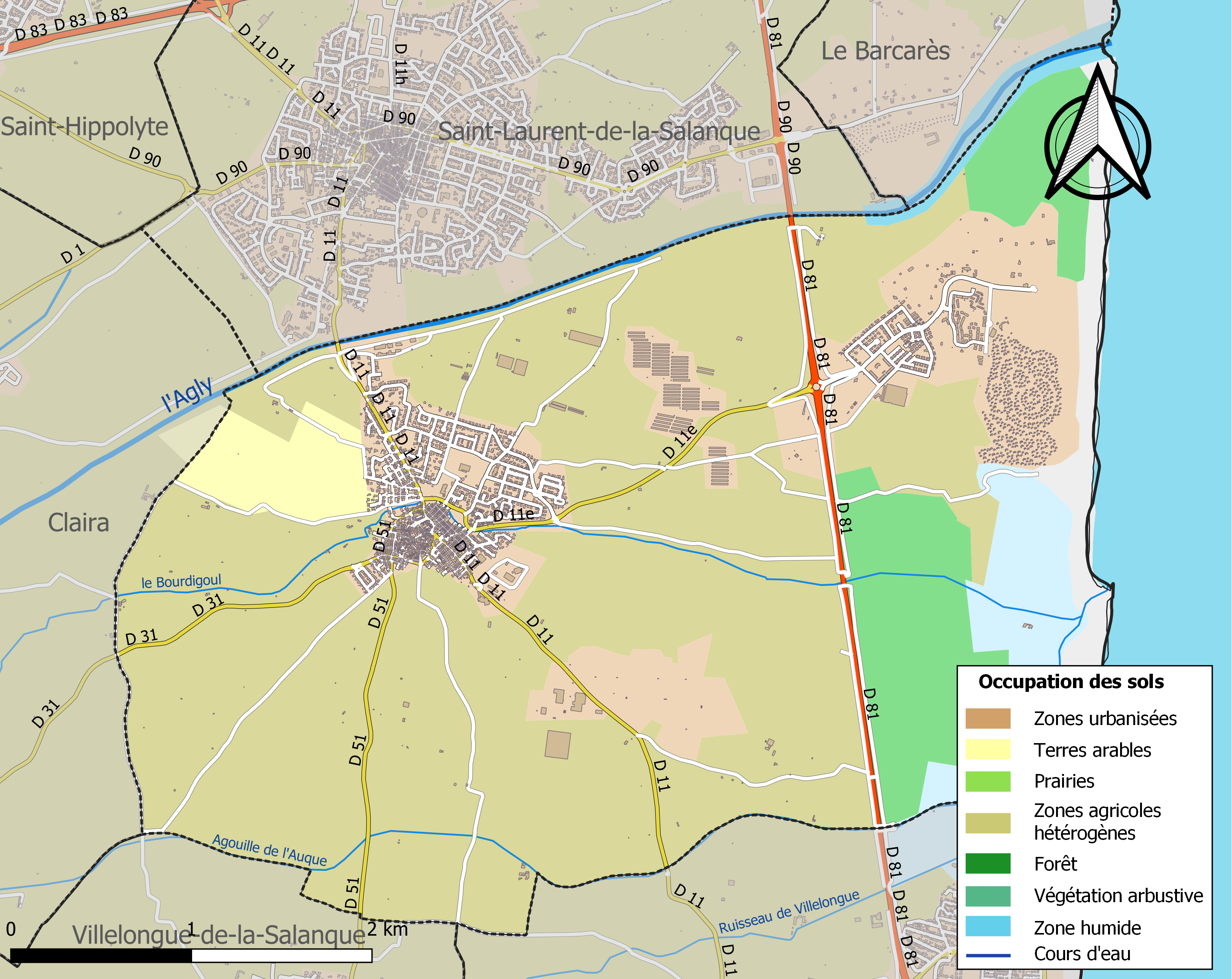
Kaart van de gemeente met de belangrijkste infrastructuur, bodemgebruik en omliggende gemeenten

## Demografie
Onderstaande figuur toont het verloop van het inwonertal (bron: INSEE-tellingen).